# 木萨
木萨·本·阿布达勒·克里木（Baytaş Musa Han，？—971年），又称巴依塔什，喀喇汗国第五任君主，最早皈依伊斯兰教的突厥人萨图克·博格拉汗的儿子。自称阿厮兰汗（狮子汗）。
他在苏菲派教士的援助下，推动喀喇汗国的伊斯兰化。他继续对高昌回鹘、于阗李氏王朝进行长达三十多年的所谓「圣战」（伊斯兰教吉哈德）。他在喀什噶尔附近发展水利和交通，创办经学院、图书馆。他去世後，其子奥布·哈桑继位。他统治时期（960年左右）有二十万帐突厥人信教，有人说他们是回纥。
| 前任： 萨图克·博格拉汗 | 喀喇汗国可汗 956年—971年 | 繼任： 奥布·哈桑 |